# Stazione di Montepulciano
Stazione di Montepulciano vasútállomás Olaszországban, Montepulciano településen.

## Vasútvonalak
Az állomást az alábbi vasútvonalak érintik:
- Toszkánai Központi Vasút

## Kapcsolódó állomások
A vasútállomáshoz az alábbi állomások vannak a legközelebb:
- Torrita di Siena railway station
- Stazione di Montallese